# فیل در تاریکی (فیلم)
فیل در تاریکی فیلمی ایرانی به کارگردانی نعمت حقیقی محصول سال ۱۳۶۸ است.
ساختِ این فیلم که فیلم‌نامه‌اش بر اساس رمانِ فیل در تاریکی اثر قاسم هاشمی‌نژاد نوشته شده بود، نیمه تمام ماند و سرانجام پس از ۱۵ سال، به اتمام رسید.